# Новороманівка (Роздільнянський район)
Новорома́нівка — село в Україні, у Цебриківській селищній громаді Роздільнянського району Одеської області. Населення становить 0 осіб.
До 17 липня 2020 року було підпорядковане Великомихайлівському району, який був ліквідований.

## Населення
Згідно з переписом 1989 року населення села становило 53 особи, з яких 15 чоловіків та 38 жінок.
За переписом населення 2001 року в селі мешкало 50 осіб.
Незаселене з кінця 2010-х років.

### Мова
Розподіл населення за рідною мовою за даними перепису 2001 року:
| Мова       | Відсоток |
| ---------- | -------- |
| українська | 84 %     |
| молдовська | 10 %     |
| російська  | 4 %      |
| угорська   | 2 %      |